# Hemvärnets Musikkår Västmanland
Hemvärnets Musikkår Västmanland är en Hemvärnsmusikkår i Västmanland stationerad i Köping.

## Historik
Musikkåren grundades formellt den 1 januari 1992, sprungen ur Musikföreningen Lyran i Köping med anor ända tillbaka ifrån 1882. Sedan slutet av 1980-talet hade musikkårens dåvarande stavförare Lennart Persson haft tanken att den civila musikkåren Lyran även kunde agera som Hemvärnsmusikkår då Lyran haft flera uppdrag i militära sammanhang, bland annat på I3 i Örebro och F6 i Karlsborg. Idag existerar Musikföreningen Lyran som en civil förening medan krigsförbandet HvMk Västmanland är en militär enhet helt separerad från föreningen.

## Organisation
Musikkåren består idag av ca 35 musiker, de mellan 15 och 18 utbildas som Hemvärnsungdom och musiker från 70 år är Hemvärnsveteraner. Musikkåren har hela Mälardalen med omnejd som sitt upptagningsområde, och består av musiker från både bland annat Västmanland, Uppland, Södermanland och Närke. Musikkåren framträder i statsceremonier, parader, militära ceremonier och i konserter för allmänheten.
Som krigsförband ingår musikkåren i 22. Hemvärnsbataljonen och är underställda Chefen Mellersta Militärregionen.

### Musikkårchefer
- Lars Jansson (avliden)
- Torbjörn  Achrén (idag aktiv som musiker Trumpet)
- Anna-Lena Högman (idag aktiv som musiker Flöjt)
- Ulf Wessén (idag aktiv som notbibliotekarie/musiker Klarinett)
- Ronny Gröning (avliden)
- Mattias Abrahamsson (ej aktiv)
- Martin Sjöberg

### Dirigenter
- Roger Bejefalk (ej aktiv)
- Björn Waldebrink

### Hemvärnstrumslagare
- Lennart Persson (avliden)
- Clas Halldén (även klarinett)

## Diskografi
- Konsert! ...och lite till, Hemvärnets Musikkår Västmanland, dirigent Roger Bejefalk (1998)